# Jean V de Mecklembourg-Werle-Güstrow
Jean V de Mecklembourg-Werle-Güstrow  (mort entre le 24 aout 1377 et le 9 septembre 1378) 
Jean V est le fils de Nicolas III de Mecklembourg-Werle-Güstrow et de son épouse Agnès de Mecklembourg (1320-1341), fille du duc Henri II de Mecklembourg). Il est corégent de Werle-Güstrow avec son frère Laurent de Mecklembourg-Werle-Güstrow de 1361 à 1377/1378.
En 1377 Jean V de Mecklembourg-Werle-Güstrow épouse Euphémie de Mecklembourg-Schwerin ( †1400), (fille du duc Henri III de Mecklembourg (Schwerin) . Il meurt sans descendance.